# درخت اژدهای جزایر قناری
درخت اژدهای جزایر قناری (نام علمی: Dracaena draco) نام یک گونه از سرده درخت اژدها است.